# Charlie Mitten
Charles « Charlie » Mitten (Rangoun, 17 janvier 1921 – 2 janvier 2002) est un footballeur anglais, formé à Manchester United. 
Mitten débuta comme ailier après la guerre dans l'équipe de Matt Busby, marquant 61 buts sous le maillot des Red Devils et contribuant notamment au succès en FA Cup en 1948.
En 1950, il porta les couleurs de l'Independiente Santa Fe de Bogota, avant de retourner en Angleterre.
Il poursuivit sa carrière dans le football en entrainant successivement Mansfield Town puis Newcastle United.